# Sul-Pirenéus
Sul-Pirenéus (português europeu) ou Sul-Pireneus (português brasileiro)  (em francês: Midi-Pyrénées; em occitano: Miègjorn-Pirenèus) é uma antiga região administrativa francesa, que hoje integra a região da Occitânia.